# Ernst Lörtscher
Ernst Lörtscher   (Bucarest, 15 de març de 1913 - Lens, 8 d'abril de 1994) fou un futbolista suís de la dècada de 1930.
Pel que fa a clubs jugà al Servette de Ginebra. També jugà amb la selecció de futbol de Suïssa, amb la qual disputà la Copa del Món de futbol de 1938.